# Zhongxuchang (ort i Kina, Liaoning Sheng, lat 42,64, long 123,38)
Zhongxuchang (kinesiska: 种畜场) är en ort i Kina. Den ligger i provinsen Liaoning, i den nordöstra delen av landet, omkring 94 kilometer norr om provinshuvudstaden Shenyang. Antalet invånare är 3 132. Befolkningen består av 1 492 kvinnor och 1 640 män. Barn under 15 år utgör 9,0 %, vuxna 15-64 år 79 %, och äldre över 65 år 10,0 %.
Runt Zhongxuchang är det ganska tätbefolkat, med 179 invånare per kvadratkilometer. Närmaste större samhälle är Kangping, 10,8 km norr om Zhongxuchang. Trakten runt Zhongxuchang består till största delen av jordbruksmark.
Genomsnittlig årsnederbörd är 980 millimeter. Den regnigaste månaden är juli, med i genomsnitt 191 mm nederbörd, och den torraste är januari, med 8 mm nederbörd.